# Concertino (музыка барокко)
Не следует путать с Концертино и Concertato
Concertino (итал. кончерти́но) в музыке барокко и раннего классицизма — группа солирующих инструментов в оркестре. Прежде всего, понятие относится к жанрам Concerto grosso и Sinfonia concertante. Для стиля барочного Concerto grosso характерно противопоставление всего оркестра (ripieno) группе инструментов, которая и является собственно Concerto grosso.
В итальянском Concerto grosso группа concertino состоит, как правило, из струнных инструментов, в Германии часто — из духовых.
Наиболее знаменитые образцы музыки — Concerti grossi op. 6 А. Корелли и Бранденбургские концерты И. С. Баха. В XX веке в русле неоклассицизма оркестровку в стиле Concerto grosso (с выделением группы concertino) использовали Э. Элгар (Интродукция и Аллегро для струнных), И. Ф. Стравинский (Концерт in D, 1946) и другие композиторы.